# 加拿大联合教会
加拿大聯合教會（英語：United Church of Canada），為主流新教（Oldline Protestant）教會之一，是加拿大最大的新教派别，也是加拿大天主教会之後第二大的加拿大基督教教會，教會體制是長老制，亦是主要的主流新教教會，在加拿大有200萬名會員，其中40萬是固定教會成員。
加拿大聯合教會參與普世教會協會、世界改革宗聯會以及世界循道衛理宗協會，並和美國联合基督教会達成共融。加拿大聯合教會重視和不同信仰傳統的對話，以及參與普世教會合一運動。

## 歷史
該联合教会成立于1925年，合并了4个新教教派，60万名成员，包括：加拿大卫理公会，安大略省和魁北克的公理會聯盟(Congregational Union of Ontario and Quebec)，2/3屬於加拿大长老会教会的堂會，以及草原三省的地方联盟教会协会(Association of Local Union Churches)。
加拿大福音同寅会（Canadian Conference of the Evangelical United Brethren Church）于1968年1月1日加入加拿大联合教会。

## 组织架构
加拿大联合教会实行4级管理体系，分别是牧师会，长老会，地区协商组织，总理事会。联合教会在2015年通过改革方案，将在2017年6月30日，将组织结构缩减为3级管理架构。

## 会员资格
会员必须是受洗基督徒。经常在教堂做礼拜的基督徒不会自动成为会员，需要进行认证。
会员在1964年达到110万，达到峰值，自那时起开始下降。从1991年到2001年，联合教会的人数下降了8％。2014年底的教会统计显示，有436,292名受浸成员。